# Księga ocalenia
Księga ocalenia (ang. The Book of Eli) − amerykański film przygodowy powstały w 2010 roku.

## Opis fabuły
W 2044 roku, w postapokaliptycznym świecie, samotny bohater, Eli (Denzel Washington), strzeże księgi, która dostarcza wiedzy mogącej uratować ludzkość lub może dać panowanie nad ludzkimi umysłami. Despota (Gary Oldman) z małego, prowizorycznego miasteczka planuje objąć w posiadanie księgę.

## Obsada
- Denzel Washington – Eli
- Gary Oldman – Carnegie
- Mila Kunis – Solara
- Ray Stevenson – Redridge
- Jennifer Beals – Claudia
- Evan Jones – Martz
- Joe Pingue – Hoyt
- Frances de la Tour – Martha
- Michael Gambon – George
- Tom Waits – inżynier